# Парафьяновский сельсовет
Парафьяновский сельсовет — административная единица на территории Докшицкого района Витебской области Республики Беларусь.

## Состав
Парафьяновский сельсовет включает 19 населённых пунктов:
- Болтрамеевцы — деревня.
- Бояры — деревня.
- Вашуново — деревня.
- Вереньки — деревня.
- Возновщина — деревня.
- Гирново — деревня.
- Гриневщина — деревня.
- Иваново — деревня.
- Лайково — деревня.
- Либоровщина — деревня.
- Муравщина — деревня.
- Парафьяново — агрогородок.
- Поляне — деревня.
- Свирки — деревня.
- Струки — деревня.
- Телеши — деревня.
- Хиловщина — деревня.
- Шумино — деревня.
- Юрковщина — деревня.